# Fredag den 13. (film fra 1980)
 For alternative betydninger, se Fredag den 13. (flertydig). (Se også artikler, som begynder med Fredag den 13.)
Fredag den 13. (original titel: Friday the 13th ) er en amerikansk horror og slasher-film fra 1980 med Betsy Palmer, Adrienne King, Harry Crosby og Kevin Bacon i hovedrollerne. Instrueret af Sean S. Cunningham. De specielle effekter er skabt af Tom Savini.

## Handling
Crystal Lake lejren genåbner efter lang tid. Stedet blev lukket i flere år på grund af en tragisk drukneulykke. Syv idealistiske lejrledere er klar til at føre denne sommers gæster gennem lejrbål, sange og spil. Men kort efter deres ankomst til lejren hjemsøges stedet af en lystmorder, der dræber den ene efter den anden på de mest bestialske måder. Drabene ser ud til at være relateret til drukne hændelsen, der skete for mange år siden. I slutningen af filmen er 10 mennesker dræbt.

## Medvirkende
- Adrienne King som Alice
- Harry Crosby som Bill
- Laurie Bartram som Brenda
- Jeannine Taylor som Marcie
- Kevin Bacon som Jack
- Mark Nelson som Ned
- Peter Brouwer som Steve Christie
- Robbi Morgan som Annie
- Betsy Palmer som Fru Pamela Voorhees
- Ari Lehman som Jason Voorhees
- Walt Gorney som Crazy Ralph
- Rex Everhart som Enos/lastbilchauffør
- Debra S. Hayes som Claudette
- Willie Adams som Barry

## Eksterne Henvisninger
- Fredag den 13. på Internet Movie Database (engelsk)
- Fredag den 13. på Filmdatabasen
- Fredag den 13. på Scope
- Fredag den 13. i Svensk Filmdatabas (svensk)
- Fredag den 13. på AlloCiné (fransk)
- Fredag den 13. på MovieMeter (nederlandsk)
- Fredag den 13. på AllMovie (engelsk)
- Fredag den 13. hos American Film Institute (engelsk)
- Fredag den 13. på Turner Classic Movies (engelsk)
- Fredag den 13. på The Movie Database (engelsk)

| Gyserfilm | Spire Denne gyserfilm-artikel er en spire som bør udbygges. Du er velkommen til at hjælpe Wikipedia ved at udvide den. |